# 1952년 하계 올림픽 근대5종
1952년 하계 올림픽 근대5종 경기는 헬싱키에서 2개의 종목으로 치러졌다. 근대5종 단체 종합이 이 대회에서 올림픽 종목으로 처음 채택되었다.

## 메달 집계
| 순위 | 국가         | 금메달 | 은메달 | 동메달 | 합계 |
| ---- | ------------ | ------ | ------ | ------ | ---- |
| 1    | 헝가리 (HUN) | 1      | 1      | 1      | 3    |
| 2    | 스웨덴 (SWE) | 1      | 1      | 0      | 2    |
| 3    | 핀란드 (FIN) | 0      | 0      | 1      | 1    |